# Cyphophthalmus corfuanus
Espèce
Synonymes
- Siro duricorius corfuanus Kratochvíl, 1938

Cyphophthalmus corfuanus est une espèce d'opilions cyphophthalmes de la famille des Sironidae.

## Distribution
Cette espèce est endémique de Corfou en Grèce.

## Description
Le mâle syntype mesure 1,65 mm et la femelle syntype 1,79 mm.

## Systématique et taxinomie
Cette espèce a été décrite sous le protonyme Siro duricorius corfuanus par Kratochvíl en 1938. Elle suit son espèce dans le genre Cyphophthalmus en 2005. Elle est élevée au rang d'espèce par Karaman en 2009.

## Étymologie
Son nom d'espèce lui a été donné en référence au lieu de sa découverte, Corfou.

## Publication originale
- Kratochvíl, 1938 : « Essai d'une nouvelle classification du genre Siro. » Věstník Československé zoologické společnosti v Praze - Mémoires de la Société Zoologique Tchécoslovaque de Prague, vol. 5, p. 59–76.